# Ľuboš Bartečko
Ľuboš Bartečko (né le 14 juillet 1976 à Kežmarok en Tchécoslovaquie aujourd'hui ville de Slovaquie) est un joueur professionnel de hockey sur glace slovaque.

## Carrière en club
Il commence sa carrière en jouant en 1993 dans l'équipe de la ville voisine de sa ville natale, le HK ŠKP Poprad. Il ne joue cependant que peu de matchs avec l'équipe sénior qui évolue dans la nouvelle Extraliga slovaque et part pour la saison 1995-96 en Amérique du Nord.
Il fait alors ses débuts dans la Ligue canadienne de hockey, ligue junior en jouant pour les Saguenéens de Chicoutimi de la Ligue de hockey junior majeur du Québec. La saison suivante, il la passe avec les Voltigeurs de Drummondville avant de faire ses débuts en 1997 dans la Ligue américaine de hockey. Il signe alors pour les IceCats de Worcester sans passer par la phase des repêchages habituels de la LNH.
En 1998, il fait ses débuts dans la LNH avec les Blues de Saint-Louis. Au cours des deux saisons qui vont suivre, il joue un peu dans la LNH avec les Blues et un peu dans la LAH avec Worcester. En 1999-2000, il joue avec les joueurs slovaques : Pavol Demitra et Michal Handzuš et il connaît sa meilleure saison avec 39 points. En 2001, il rejoint les Thrashers d'Atlanta avec qui il reste deux saisons avant de retourner jouer en Europe.
Ainsi, il rejoint le HC Sparta Prague de l’Extraliga tchèque pour une saison puis le HK Dinamo Moscou du championnat russe pour la saison 2004-05. Il est sacré champion puis décide de rejoindre la Suède et l'équipe de Luleå HF qui évolue dans l’Elitserien. Il fait toujours partie en 2007-08 de l'effectif du club.
Il a pour habitude de jouer assez souvent des débuts de saison au sein de son club du HK ŠKP Poprad.

### Trophées et honneurs personnels
Ligue américaine de hockey
- 1999 : participe au Match des étoiles.

Superliga
- Champion en 2004-2005 avec le HK Dinamo Moscou

## Statistiques
| Saison     | Équipe                      | Ligue          |     | Saison régulière | Saison régulière | Saison régulière | Saison régulière | Saison régulière |   | Séries éliminatoires | Séries éliminatoires | Séries éliminatoires | Séries éliminatoires | Séries éliminatoires |
| Saison     | Équipe                      | Ligue          | PJ  | B                | A                | Pts              | Pun              | PJ               | B | A                    | Pts                  | Pun                  |                      |                      |
| 1993-1994  | HK ŠKP Poprad               | Extraliga slo. | 2   | 0                | 1                | 1                |                  | -                | - | -                    | -                    | -                    |                      |                      |
| 1994-1995  | HK ŠKP Poprad               | Extraliga slo. | 3   | 1                | 0                | 1                | 0                | -                | - | -                    | -                    | -                    |                      |                      |
| 1995-1996  | Saguenéens de Chicoutimi    | LHJMQ          | 70  | 32               | 41               | 73               | 50               | 17               | 3 | 11                   | 14                   | 24                   |                      |                      |
| 1996-1997  | Voltigeurs de Drummondville | LHJMQ          | 58  | 40               | 51               | 91               | 47               | 8                | 1 | 8                    | 9                    | 4                    |                      |                      |
| 1997-1998  | IceCats de Worcester        | LAH            | 34  | 10               | 12               | 22               | 24               | 10               | 4 | 2                    | 6                    | 2                    |                      |                      |
| 1998-1999  | HK ŠKP Poprad               | Extraliga slo. | 1   | 1                | 0                | 1                | 0                | -                | - | -                    | -                    | -                    |                      |                      |
| 1998-1999  | Blues de Saint-Louis        | LNH            | 32  | 5                | 11               | 16               | 6                | 5                | 0 | 0                    | 0                    | 2                    |                      |                      |
| 1998-1999  | IceCats de Worcester        | LAH            | 49  | 14               | 24               | 38               | 22               | -                | - | -                    | -                    | -                    |                      |                      |
| 1999-2000  | IceCats de Worcester        | LAH            | 12  | 4                | 7                | 11               | 4                | -                | - | -                    | -                    | -                    |                      |                      |
| 1999-2000  | Blues de Saint-Louis        | LNH            | 67  | 16               | 23               | 39               | 51               | 7                | 1 | 1                    | 2                    | 0                    |                      |                      |
| 2000-2001  | Blues de Saint-Louis        | LNH            | 50  | 5                | 8                | 13               | 12               | -                | - | -                    | -                    | -                    |                      |                      |
| 2001-2002  | Thrashers d'Atlanta         | LNH            | 71  | 13               | 14               | 27               | 30               | -                | - | -                    | -                    | -                    |                      |                      |
| 2002-2003  | Thrashers d'Atlanta         | LNH            | 37  | 7                | 9                | 16               | 8                | -                | - | -                    | -                    | -                    |                      |                      |
| 2003-2004  | HC Sparta Prague            | Extraliga tch. | 25  | 12               | 8                | 20               | 45               | 13               | 2 | 4                    | 6                    | 26                   |                      |                      |
| 2004-2005  | HK Dinamo Moscou            | Superliga      | 39  | 6                | 9                | 15               | 28               | 7                | 0 | 1                    | 1                    | 2                    |                      |                      |
| 2005-2006  | HK ŠKP Poprad               | Extraliga slo. | 14  | 3                | 4                | 7                | 10               | -                | - | -                    | -                    | -                    |                      |                      |
| 2005-2006  | Luleå HF                    | Elitserien     | 50  | 14               | 26               | 40               | 32               | 6                | 3 | 3                    | 6                    | 35                   |                      |                      |
| 2005-2006  | HK SKP Poprad               | Extraliga slo. | 7   | 4                | 1                | 5                | 36               | -                | - | -                    | -                    | -                    |                      |                      |
| 2006-2007  | Luleå HF                    | Elitserien     | 44  | 22               | 27               | 49               | 46               | -                | - | -                    | -                    | -                    |                      |                      |
| 2007-2008  | MHK Kežmarok                | Extraliga slo. | 7   | 5                | 4                | 9                | 2                | -                | - | -                    | -                    | -                    |                      |                      |
| 2007-2008  | Luleå HF                    | Elitserien     | 48  | 16               | 21               | 37               | 79               | -                | - | -                    | -                    | -                    |                      |                      |
| 2008-2009  | MHK Kežmarok                | Extraliga slo. | 13  | 5                | 5                | 10               | 29               | -                | - | -                    | -                    | -                    |                      |                      |
| 2008-2009  | Luleå HF                    | Elitserien     | 44  | 12               | 11               | 23               | 22               | 5                | 0 | 0                    | 0                    | 16                   |                      |                      |
| 2009-2010  | CP Berne                    | LNA            | 28  | 8                | 11               | 19               | 32               | -                | - | -                    | -                    | -                    |                      |                      |
| 2009-2010  | Färjestads BK               | Elitserien     | 11  | 7                | 5                | 12               | 2                | 7                | 1 | 3                    | 4                    | 2                    |                      |                      |
| 2010-2011  | HK SKP Poprad               | Extraliga slo. | 13  | 6                | 7                | 13               | 24               | -                | - | -                    | -                    | -                    |                      |                      |
| 2010-2011  | MODO Hockey                 | Elitserien     | 25  | 7                | 10               | 17               | 8                | -                | - | -                    | -                    | -                    |                      |                      |
| 2011-2012  | HC Lev Poprad               | KHL            | 53  | 16               | 12               | 28               | 30               | -                | - | -                    | -                    | -                    |                      |                      |
| 2012-2013  | HC Lev Prague               | KHL            | 32  | 6                | 5                | 11               | 8                | -                | - | -                    | -                    | -                    |                      |                      |
| 2013-2014  | KLH Chomutov                | Extraliga      | 45  | 8                | 10               | 18               | 32               | 6                | 1 | 2                    | 3                    | 2                    |                      |                      |
| 2013-2014  | KLH Chomutov                | Qualification  | -   | -                | -                | -                | -                | 12               | 4 | 3                    | 7                    | 2                    |                      |                      |
| 2014-2015  | HK SKP Poprad               | Extraliga slo. | 38  | 12               | 21               | 33               | 53               | 10               | 1 | 3                    | 4                    | 16                   |                      |                      |
| 2015-2016  | HK SKP Poprad               | Extraliga slo. | 46  | 8                | 18               | 26               | 4                | -                | - | -                    | -                    | -                    |                      |                      |
| Totaux LNH | Totaux LNH                  | Totaux LNH     | 257 | 46               | 65               | 111              | 107              | 12               | 1 | 1                    | 2                    | 2                    |                      |                      |

## Carrière internationale
Il représente la Slovaquie lors des compétitions internationales :
- Championnat du monde
  - 2000 -  Médaille d'argent
  - 2002 -  Médaille d'or
  - 2004 - 4e place
  - 2005 - 5e place

- Jeux olympiques d'hiver
  - 2002 - 13e place
  - 2006 - 5e place

- Coupe du monde
  - 2004 - Quart de finale

## Transactions en carrière
- 3 octobre 1997 ; signe à titre d'agent libre avec les Blues de Saint-Louis.
- 23 juin 2001 ; échangé par Saint-Louis aux Thrashers d'Atlanta en retour du choix de quatrième ronde des Sabres de Buffalo au repêchage de 2001 (choix acquis précédemment, les Blues sélectionnent Igor Valeyev).
- 2 novembre 2003 ; signe à titre d'agent libre avec le HC Sparta Prague de la Extraliga.
- 24 août 2004 ; signe à titre d'agent libre avec le Dynamo de Moscou de la Superliga.
- 5 septembre 2005 ; signe à titre d'agent libre avec le HK ŠKP Poprad de la Extraliga Slo..
- 29 août 2007 ; signe à titre d'agent libre avec le MHK Kežmarok de la Extraliga Slo.